# El Maíllo
El Maíllo és un municipi de la província de Salamanca a la comunitat autònoma de Castella i Lleó. Limita al Nord amb Aldehuela de Yeltes i Puebla de Yeltes, a l'Est amb El Cabaco, al Sud amb Monsagro i a l'Oest amb Serradilla del Arroyo, Nava del Buen Padre (municipiode Tenebrón) i Morasverdes.

## Demografia
| 1991 | 1996 | 2001 | 2004 |
| ---- | ---- | ---- | ---- |
| 476  | 473  | 406  | 392  |